# MAD Studio
MAD, també conegut com a MAD Studio o MAD Architects, és un estudi d'arquitectura que dissenya arquitectura futurista basant-se en una interpretació contemporània de l'esperit oriental de la naturalesa.
Amb oficines a Pequín, Xina i a Tòquio, Japó, MAD tingué ressò internacional el 2006, quan se'ls hi encarregà el disseny de dues torres residencials a Mississauga, Canadà.

## Projectes residencials
- Absolute Towers, 2006-2011 - Mississauga, Canadà
- Fake Hills (projecte 2008) - Beihai, Xina
- Urban Forest' (projecte 2009) - Chongqing, Xina

## Projectes culturals
- City & Art Museum, 2005-2011 - Ordos (Ciutat), Xina
- China Wood Sculpture Museum, 2009-2012 - Harbin, Xina

## Projectes de restauració
- Hutong Bubble 32 (projecte 2009) - Pequín, Xina

## Obres d'art
- Fish Tank, 2002
- Superstar, A mobile China Town, 2008

## Exposicions
- 2011 Chinese Architectural Landscape, MAXXI, Roma
- 2011 Living, Louisiana Museum of Modern Art, Copenhagen
- 2010 Rising East, New Chinese Architecture, Vitra Design Museum, Weil am Rhein, Alemanya
- 2010 Feelings Are Facts, Olafur Eliasson+Ma Yansong, Ullens Center for Contemporary Art (UCCA), Pequín
- 2009 State Fair Guggenheim, Contemplating the Void: Intervencions en el Guggenheim Museum, Nova York
- 2008 Super Star, A Mobile China Town, Uneternal City, 11a Biennal d'Arquitectura de Venècia
- 2008 China Design Now, Victoria and Albert Museum, Londres
- 2007 MAD IN CHINA, Danish Architecture Center (DAC), Copenhagen
- 2006 MAD IN CHINA, Museo Diocesi, Venècia
- 2006 Biennal d'Art de Shanghai
- 2004 Primera Biennal d'Arquitectura de Pequín, Museu Nacional d'Art de la Xina